# Julian Niedźwiedzki
Julian Niedźwiedzki (ukr. Юліан Медвецький albo Медведський; ur. 18 października 1845 w Przemyślu, zm. 7 stycznia 1918 we Lwowie) – ukraiński i polski mineralog i geolog, rektor Politechniki Lwowskiej, profesor. 
Badacz Karpat fliszowych oraz złóż soli kamiennej Wieliczki i Bochni, oraz złóż soli potasowej w okolicach Kałusza, Stebnika i Truskawca. Autor ponad stu prac naukowych. 

## Życiorys

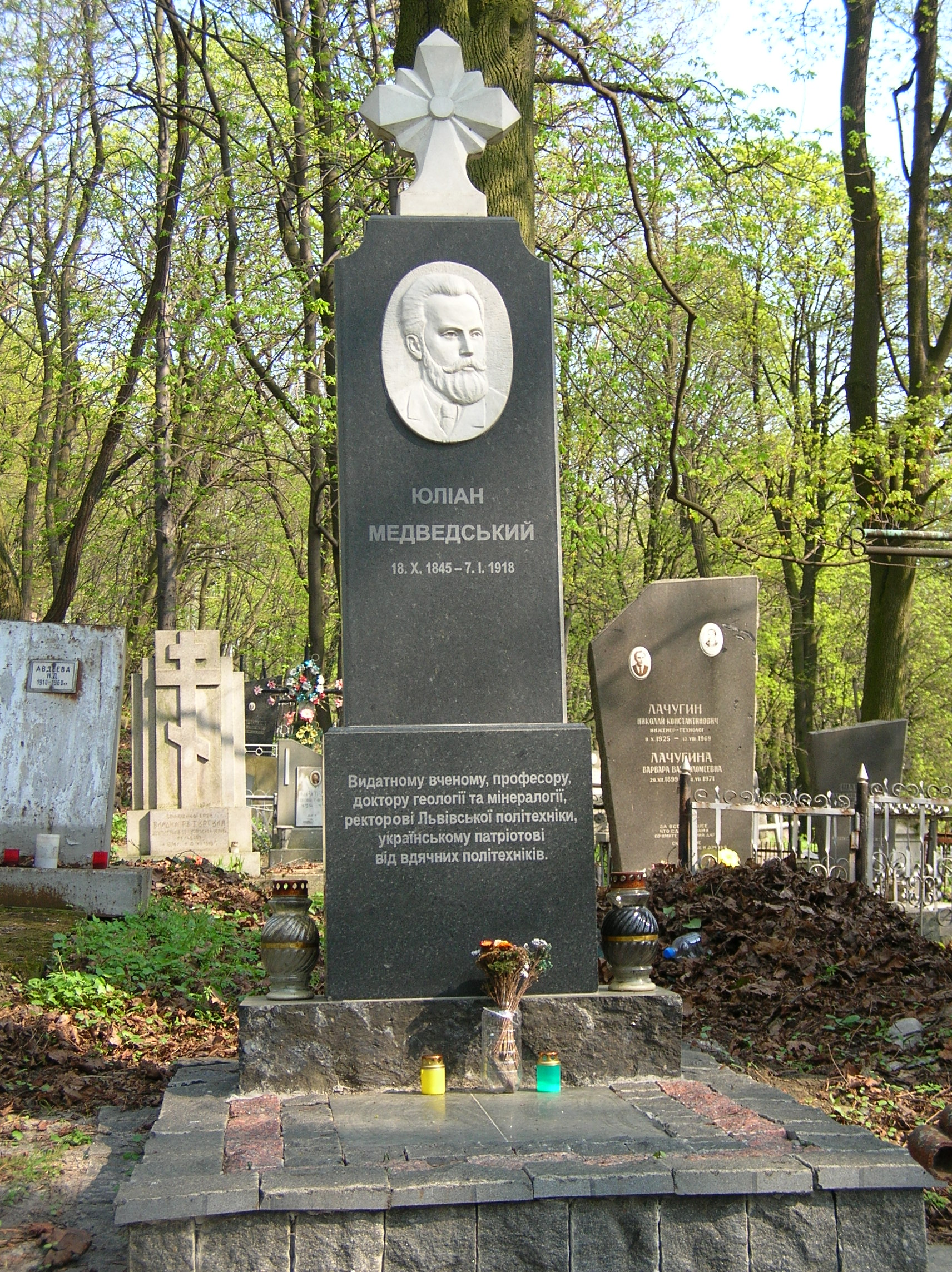
Grób Juliana Niedźwiedzkiego na Cmentarzu Łyczakowskim

Pochodził z rodziny ukraińskiej, był synem urzędnika magistratu Grzegorza i Zofii z domu Stupnickiej. W 1864 ukończył C.K. Gimnazjum w Przemyślu, w latach 1864-1872 odbył studia matematyczno-przyrodnicze na Uniwersytecie Wiedeńskim. 
Od 1873 był profesorem mineralogii i geognozji w Szkole Inżynierii Akademii Technicznej we Lwowie, zajmując w latach późniejszych kolejno stanowiska: dziekana Wydziału Chemii Technicznej i trzykrotnie (1879-1888) rektora Politechniki Lwowskiej. Od 1882 r. był również docentem prywatnym Uniwersytetu Lwowskiego. Członek czynny Akademii Umiejętności. 
Był założycielem bogatego Muzeum Geologicznego działającego przy Politechnice Lwowskiej. Eksponaty tego muzeum zostały przejęte przez władze radzieckie wraz z innym wyposażeniem Politechniki Lwowskiej w okresie po 17 września 1939 roku. W 1963 roku zostały przeniesione ze Lwowa do Stanisławowa, obecnie znajdują się jako ekspozycja w tamtejszym Narodowym Technicznym Uniwersytecie Nafty i Gazu. 
Wraz z m.in. Feliksem Kreutzem uczestniczył w Komitecie Redakcyjnym Atlasu geologicznego Galicji. Wraz z m.in. Feliksem Kreutzem i Bronisławem Radziszewskim był założycielem i członkiem Polskiego Towarzystwa Przyrodników im. Kopernika we Lwowie.  
W 1908 przeniesiony w stan spoczynku, w 1912 mianowany profesorem honorowym Politechniki Lwowskiej. Członek rzeczywisty Polskiej Akademii Umiejętności i Towarzystwa Naukowego im. Szewczenki, któremu zapisał swoją bibliotekę i prywatne zbiory.
Grób Juliana Niedźwiedzkiego z biegiem lat uległ zatarciu. Jego ponownej budowy podjęto się po 1993 roku. Obecny nagrobek wykonany z granitu wzniesiono, umieszczając na nim popiersie Niedźwiedzkiego, lata życia, oraz napis w języku ukraińskim w którym obok treści, że był rektorem Politechniki widnieje informacja, że nagrobek ten wzniesiono ukraińskiemu patriocie.

## Publikacje
- O skamielinach, (1884),
- Stosunki geologiczne formacyi solonośnej Wieliczki i Bochni, (ok. 1884).
- Spostrzeżenia geologiczne w okolicy Przemyśla, Kosmos, 1876, t. 1, z. 6, s. 263–268; z. 7, s. 318–325,
- Beitrage zur Geologie der Karpathen, Jahrb. Der k. k. geol. Reichsanst, 1876, bd. 26, III Heft, s. 331,
- Minerały z Kałusza, Kosmos, 1877, t. 2,
- Beitrage zur Kenntniss der Salzformation von Wieliczka und Bochnia sowie der an diese angrezenden Gebigsglieder, Lemberg, 1884,
- W sprawie poszukiwań wody dla Lwowa, Kosmos, 1885, z. 10, s. 83–84,
- Petrografia, Lwów (1889, 1906, 1909),
- О formacji sоlnеy koło Kałusza, Kosmos, 1891, z. 16, s. 135–147,
- Miocen koło Rzeszowa, Kosmos, 1891, z. 16, s. 403–405,
- Przyczynek do geologii okolicy Krakowa, Kosmos, 1900, z. 25, s. 393–398,
- Przyczynek do geologii роbrzеżа Karpat przemyskich, Kosmos, 1901, z. 26, s. 538–555,
- O występowaniu piętra barrem na obszarze wsi Sopotnik, Kosmos, 1903, z. 28, s. 564,
- Mineralogia ogólna, Lwów, 1906,
- O bursztynach z Karpat galicyjskich, Kosmos, 1909, t. 34,
- Nowe odsłonięcia złoża soli potasowych w Kałuszu, Kosmos, 1910, z. 35, s. 135–137,
- О wieku warstw występujących na zachodniej stronie Przemyśla, Коsmоs, 1910, z. 35, s. 787–791.

## Odznaczenia
- Krzyż Komandorski Orderu Franciszka Józefa (1908, Austria)[7]
- Order Żelaznej Korony III klasy (1898)[8].